# Cannibale (rivista)
Cannibale è stata una rivista di fumetto underground italiana di genere umoristico e satirico, fondata da Stefano Tamburini e pubblicata a Roma tra giugno 1977 e il luglio 1979.

## Storia editoriale
La rivista venne ideata nel 1977 da Stefano Tamburini con Massimo Mattioli, e successivamente collaborarono Filippo Scòzzari, Andrea Pazienza e Tanino Liberatore. Tamburini era reduce dalla sua prima esperienza editoriale con "Combinazioni", nell'inverno 1976-1977. L'incontro con Marco d'Alessandro e Daniele Strauss a Radio Blu, radio libera romana, e il coinvolgimento del già affermato autore di fumetti Massimo Mattioli, furono spinte decisive alla realizzazione del progetto.
All'inizio del 1977 fu realizzato il primo numero, con copertina di Mattioli e Tamburini contrassegnata dal numero 3. La rivista adottò il nome di Cannibale in omaggio all'omonima rivista dadaista diretta da Francis Picabia, uscita in due numeri nel 1920, di cui Tamburini era ammiratore. La stampa e la distribuzione furono sotto l'ala del centro di produzione e distribuzione Stampa Alternativa nei circuiti alternativi.
Dopo l'uscita del primo numero Tamburini incontrò Filippo Scozzari, che a sua volta nel corso dell'estate coinvolse Andrea Pazienza.
La seconda uscita, del settembre 1977, era contrassegnata con i "numeri" 4-5-6-7, una trovata di Tamburini che impaginò la rivista come un doppio flip book, con quattro copertine, una per ciascun autore.
Sul terzo numero, del giugno 1978, senza indicazione di numero, sostituito in copertina dal disegno di un sigillo di ceralacca bucato, esordì Tanino Liberatore, introdotto nel gruppo da Andrea Pazienza. Liberatore creò anche una cover beffarda e disturbante, in cui Tamburini si cannibalizza. Nel numero appare per la prima volta Ranxerox, personaggio di Tamburini che due anni dopo, rinato sul mensile Frigidaire e trasformato dalla mano iperrealista di Liberatore, fu tradotto in varie parti del mondo.
Cannibale, alla seconda uscita, fu notato dallo scrittore Oreste Del Buono, fondatore ed anima di Linus e Alterlinus, sulle quali prima Scòzzari poi Pazienza avevano esordito. Del Buono, colpito dalla potenza e dalla freschezza dei temi, in un suo intervento/presentazione su Linus presentò autori e rivista come novità assolute nel panorama del fumetto italiano. Il sostegno di Del Buono non evitò a Cannibale un sonoro flop all'uscita in edicola, tuttavia il progetto non fu abbandonato. Il sostegno economico del settimanale satirico-politico il Male permise a Cannibale di arrivare alla quarta uscita, nel novembre del 1978: ancora un flip book, segnato questa volta dall'arbitrario numero 10. I cinque, autori capaci ma imprenditori sprovveduti, non fecero assolutamente pubblicità: non erano ancora entrati nella logica di mercato e continuarono a gestire "Cannibale" da autori.
I successivi tre numeri - Cannibale Golf, Cannibale Bootleg e Cannibale Science Friction, usciti a cadenza irregolare, non presentavano giochini di impaginazione. Con gli ultimi numeri il sostegno de Il Male era ormai giunto al termine: il direttore Vincino, giudicandone eccessive le perdite, chiuse la rivista. Scòzzari e Mattioli terminarono la saga con un numero d'addio di soli autori underground statunitensi.
Il gruppo dei "cannibali" riacquistò voce più di un anno dopo, con l'uscita del primo numero di Frigidaire nel novembre del 1980.

### Cronologia
1. giugno 1977: in copertina ha il numero 3
2. autunno 1977: doppio flip book: quattro copertine con i numeri 4, 5, 6, 7
3. giugno 1978: senza numero in copertina, ha solo un sigillo bucato; è comunemente indicato come "numero 0"
4. novembre 1978: flip book con doppia copertina, è "il numero 10"
5. gennaio 1979: ha il numero 11
6. aprile 1979: Cannibale "Golf", ha il numero 12
7. maggio 1979: Cannibale "Bootleg", ha il numero 13
8. giugno 1979: Cannibale "Science Friction", numero 1 nuova serie
9. luglio 1979: Cannibale "Usa Only", numero 2 nuova serie; solo autori underground americani. Traduzioni e lettering di M. Mattioli e di F. Scòzzari. Testata, seconda e terza di copertina di G. Liberatore.

## Influenza culturale
- ‘77 Anno Cannibale: mostra da 8 aprile a 14 maggio 2017, Napoli.[4][5]